# Diego Galán Fernández
Diego Galán Fernández (Tànger, 13 d'octubre de 1946-Madrid, 15 d'abril de 2019) va ser un escriptor, articulista, crític cinematogràfic i cineasta. Va dirigir el Festival Internacional de Cinema de Sant Sebastià entre 1986 i 1989 i entre 1995 i 2000.

## Biografia i evolució professional
Va cursar estudis als Marianistes i als 19 anys es va instal·lar en Madrid. Després de treballar com a administratiu i comptable en diverses empreses i com a actor en algunes companyies teatrals, la seva afició pel cinema li va portar a dirigir el Cine-Club JAASA (Juventudes de Antiguos Alumnos del colegio San Antón), de Madrid, entre 1966 i 1968, després del que va exercir com a vocal en la junta directiva de la Federació Nacional de Cine-Clubs.
Simultàniament va començar a escriure crítica cinematogràfica en la revista Nuestro Cine, a la que es va incorporar el 1967 al costat d'un grup de crítics (Manuel Pérez Estremera, Miguel Marías, Francisco Llinás, Vicente Molina Foix i José Luis Guarner, que va fer possible, sota l'impuls de Ángel Fernández Santos, una cridanera revisió dels postulats crítics més dogmàtics mantinguts per la revista durant les etapes anteriors. Va col·laborar amb aquesta publicació fins que, el 1971, va desaparèixer definitivament, però ja des de l'any anterior va compartir amb Fernando Lara la titularitat de la crítica en el setmanari Triunfo, convertit així en una de les plataformes de reflexió sobre la cultura cinematogràfica més prestigioses del país.
La seva activitat es va estendre, durant aquests mateixos anys, al camp professional, on va treballar com a ajudant de direcció en alguns programes de TVE realitzats per Pedro Olea (10 melodías vascas, 1971; Tan lejos, tan cerca, 1972) i Josefina Molina (Durero, la búsqueda de la identidad, 1974), a les sèries Tele Club i Los pintores del Prado, i als llargmetratges per cinema Cuatro desertores (Pascual Cervera, 1970) i El vampiro de la autopista (José Luis Madrid, 1970). Durant els anys setanta es va endinsar també en el camp de la realització amb quatre curts que va escriure i va dirigir en solitari: Apunte sobre Ana (1972, amb muntatge de Ángel Fernández Santos), El mundo dentro de tres días (1972, produït per José Luis Borau), Tu amiga Marilyn (1976, amb música de Carmelo Bernaola) i Una tarde con Dorita Amor (1978, protagonitzat per Amparo Soler Leal).
El balanç d'aquests treballs no li va resultar particularment satisfactori ("Al quart curt vaig decidir que allò no era per a mi…"), per la qual cosa va decidir que "ser crític podia ser un treball interessant, divertit i suficient". El seu prestigi com a crític i com a historiador li va portar a escriure i realitzar la sèrie de TVE Memorias del cine español (1977; 15 capítols), per a la qual posteriorment —amb motiu de la reposició de la sèrie el 1981— va realitzar tres nous lliuraments que van ser prohibides per la censura i que romanen inèdites.
La seva labor en les pàgines de Triomf va acabar amb el tancament de la publicació el 1981, però l'any anterior es va convertir en el crític del diari El País, treball que va exercir entre 1980 i 1985, i que va abandonar quan va ser nomenat, aquest mateix any, assessor del Festival Internacional de Cinema de Sant Sebastià, certamen del qual va passar a convertir-se en director a partir de la següent edició (1986). Amb el seu accés a la direcció es va recuperar per al festival la categoria 'A', que la FIAPFF (Federació Internacional d'Associacions de Productors Cinematogràfics) li havia retirat durant els cinc anys anteriors. Va començar així la seva llarga i fructífera història d'amor amb el festival donostiarra, que es va interrompre quan va dimitir del càrrec en acabar l'edició de 1989, però que es va reprendre quan va tornar a l'organització el 1993 i 1994 com a Assessor General del nou director, Manuel Pérez Estremera, abans de tornar a la direcció el 1995. Durant sis edicions més, que van permetre consolidar l'esquema de programació, l'equip de selecció, l'adhesió del públic, el prestigi enfront de la crítica nacional i la projecció internacional del festival, es va mantenir al capdavant del certamen fins que va tornar a dimitir, ja de manera definitiva, en finalitzar l'edició de l'any 2000, encara que no per això es va apartar del festival. El relleu el va prendre llavors, des de 2001, Mikel Olaciregui, però Diego Galán es va mantenir lligat al certamen com a membre actiu del seu Comitè de Direcció. La història de la seva experiència al capdavant del festival va ser narrada per ell mateix a Jack Lemmon nunca cenó aquí (2001), llibre d'imprescindible consulta per a conèixer els detalls i la rebotiga del certamen al llarg de tretze anys. Aquest treball es complementa amb el volum 50 años de rodaje (2002), un luxós inventari gràfic de la història del festival comentat pels seus propis textos.
Entre mitjanes, i de tornada a les seves tasques com a especialista i estudiós del cinema espanyol, va realitzar per a TVE la sèrie Queridos cómicos (23 capítols emesos el 1992), amb d'altres biografies il·lustrades d'actors i actrius. La realització de documentals en el camp audiovisual li va portar a compartir amb el realitzador Carlos Rodríguez un programa per a TCM (Viu el festival de Sant Sebastià, 2004) i a dirigir en solitari aquest mateix any un nou capítol, titulat Epílogo, que es va afegir al film col·lectiu ¡Hay motivo! (2004) compost per un total de 32 petites peces realitzades per d'altres cineastes. Va dirigir i va presentar també dues sèries d'entrevistes amb figures del cinema i de la cultura: Otras miradas (1993, per l'empresa Com4) i Carta blanca (2001-2002) pel canal de televisió Cine Classics. El 2005 va dirigir un llargmetratge en vídeo digital: el documental Pablo G. del Amo, un montador de ilusiones, que es va presentar en la secció Zabaltegi del Festival de Sant Sebastià i que després es va estrenar en pantalla gran. En 2010 va realitzar, en col·laboració amb Carlos Rodríguez, la sèrie "Una historia del Zinemaldia", de 15 capítols, en la qual es narrava la història del festival de cinema de Sant Sebastià. Posteriorment l'especial "¿Quién fue Pilar Miró?", i el 2012 el llargmetratge documental "Con la pata quebrada", que va ser seleccionat oficialment en el festival de Cannes de 2013. Candidat als Goya, va rebre després el premi al millor documental iberoamericà en la primera edició dels premis Platí celebrada a Panamà. El seu últim treball va ser un especial per a TVE, "Elio Berhanyer, maestro del diseño". El 2016 realitzà el llarg documental "Manda huevos", presentat fora de concurs en la Secció Oficial del festival de Sant Sebastià.
Va ser jurat en els festivals internacionals de Berlín, Mannheim, Osca i Canes (del Premi Càmera d'Or), va participar en nombroses publicacions col·lectives, com set treballs de base sobre el cinema espanyol (1974), Cine español, cine de subgéneros (1975), Un cineasta llamado Pedro Olea (1993) o el Diccionario del Cine Español (1998), dirigit per José Luis Borau, i va escriure diversos llibres, entre els quals destaquen, a més dels ja citats sobre el festival de Sant Sebastià, títols com 18 españoles de posguerra (1973; amb Fernando Lara), Venturas y desventuras de la prima Angélica (1974), Emiliano Piedra, un productor (1990), Diez palabras sobre Berlanga (1990), 15 mensajes a Fernando Rey (1992), La buena memoria de Haro Tecglen y Fernando Fernán Gómez (1997) i "Pilar Miró, nadie me enseñó a vivir" (2006). Després de la seva dimissió com a director del Festival de Sant Sebastià va tornar com a col·laborador a les pàgines d'El País, on escrivia setmanalment la secció fixa Cámara oculta. Fou col·laborador habitual a RNE 1 al programa No es un día cualquiera amb un espai sobre cinema.

## Obra

### Cinema
- 1972 - Apunte Sobre Ana, cm
- 1972 - El mundo dentro de tres días, cm
- 1975 – "Memorias del cine español" (TVE) serie 15 capítulos
- 1976 - Tu amiga Marilyn, cm
- 1978 - Una tarde con Dorita Amor, cm
- 1992 – "Queridos cómicos" (TVE) serie 23 capítulos
- 2004 - Epílogo (episodi del film col·lectiu ¡Hay motivo!)
- 2005 - Pablo G. del Amo, un montador de ilusiones
- 2010 – "Una historia del Zinemaldia" (ETB/TVE) sèrie de 15 capítols
- 2010 - "¿Quién fue Pilar Miró?" (TVE)
- 2012 – "Con la pata quebrada "
- 2013.- "Elio Berhanyer, maestro del diseño" (TVE)
- 2016.- "Manda huevos"

### Llibres
- 1973 - 18 españoles de posguerra (con F. Lara), Barcelona, Planeta
- 1974 - ¿Reírse en España?: el humor español en el banquillo, València, Fernando Torres
- 1974 - Venturas y desventuras de la prima Angélica, València, Fernando Torres
- 1984 - Fernando Fernán Gómez, ese señor tan pelirrojo, València, Fernando Torres
- 1990 - Emiliano Piedra, un productor, Huelva, Festival de Huelva
- 1990 - Diez palabras sobre Berlanga, Terol, Instituto de Estudios Turolenses
- 1992 - 15 mensajes a Fernando Rey, Huelva, Festival de Huelva
- 1997 - La buena memoria de Eduardo Haro Tecglen y Fernando Fernán Gómez, Madrid, Alfaguara
- 2001 - Jack Lemmon nunca cenó aquí, Madrid, Plaza & Janés
- 2002 - 50 años de rodaje, Sant Sebastià, Festival Internacional de Cinema de Sant Sebastià
- 2006 - Pilar Miró, nadie me enseñó a vivir, Madrid, Plaza & Janés
- 2009 – Un joven llamado Saura (Festival de Valladolid)''